# Арлановский сельсовет
Арланский сельсовет — муниципальное образование в Краснокамском районе Башкортостана.
Административный центр — село Арлан.

## История
Согласно Закону о границах, статусе и административных центрах муниципальных образований в Республике Башкортостан имеет статус сельского поселения.

## Население
| 2002  | 2009  | 2010  | 2012  | 2013  | 2014  | 2015  |
| ----- | ----- | ----- | ----- | ----- | ----- | ----- |
| 1320  | ↗1504 | ↘1411 | ↘1405 | ↗1415 | ↘1397 | ↗1404 |
| 2016  | 2017  | 2018  |       |       |       |       |
| ↘1397 | ↗1399 | ↘1380 |       |       |       |       |

## Состав сельского поселения
| № | Населённый пункт | Тип населённого пункта       | Население |
| - | ---------------- | ---------------------------- | --------- |
| 1 | Арлан            | село, административный центр | ↘755      |
| 2 | Можары           | село                         | ↘393      |
| 3 | Новоуразаево     | деревня                      | ↘184      |
| 4 | Староуразаево    | деревня                      | ↗36       |
| 5 | Новобалтачево    | деревня                      | ↘30       |
| 6 | Ивановка         | деревня                      | ↘13       |

В состав сельсовета входил опустевшией (к 1979 г.) посёлки Ленинский и Орёл (Указ Президиума ВС Башкирской АССР от 29.09.1979 N 6-2/312 «Об исключении некоторых населенных пунктов из учетных данных по административно-территориальному делению Башкирской АССР»).